# Міжнародні спонсори війни
«Міжнародні спонсори війни» — перелік, розроблений в Україні Національним агентством з питань запобігання корупції та розміщений на порталі «Війна і санкції».
Усі компанії, які співпрацюють з агресором і включені до реєстру «Міжнародні спонсори війни», вносяться до найбільшої у світі бази даних World-Check.
Станом на 11 травня 2023 року від початку широкомасштабного вторгнення Росії в Україну НАЗК внесло до переліку міжнародних спонсорів війни 42 провідні компанії світу.
22 березня 2024 року НАЗК відмовилось вести перелік міжнародних спонсорів війни.

## Список
Виділені жовтим кольором компанії, статус яких призупинений, виділені сірим кольором компанії, статус яких повністю припинений.

### A
| Назва         | Країна  | Галузь                             | Причина |
| ------------- | ------- | ---------------------------------- | --- |
| Alibaba Group | Китай   | Інтернет                           | AliExpress Russia щомісяця обслуговує 35 мільйонів активних користувачів і не має наміру припиняти свій бізнес в Росі. AliExpress навіть знизив курс долара зі 120 до 90 рублів. |
| Auchan        | Франція | Гуртовий продаж, Роздрібний продаж | Під час повномасштабного вторгнення військ РФ до України 2022 року компанія відмовилась зупиняти роботу на російському ринку та приєднатись до бойкоту Росії. Від початку повномасштабного вторгнення російська дочірня компанія французького «Ашану» сплачувала податки до бюджету країни-терориста, постачала товари російським військовим на окупованих українських територіях під виглядом гуманітарної допомоги цивільним, а також допомагала військкоматам набирати мобілізованих. |

### B
| Назва            | Країна             | Галузь                             | Причина |
| ---------------- | ------------------ | ---------------------------------- | --- |
| Bacardi          | Бермудські Острови | Виробництво напоїв                 | |
| Bolero & Company | Грузія             | Виробник високоякісних вин         | Компанія продовжила роботу на ринку Росії після російського повномасштабного вторгнення в Україну: збільшення експорту грузинського вина до Росії, та відносини з підсанкційними бізнесменами. |
| Bonduelle        | Франція            | Харчова промисловість              | Компанія Bonduelle не планує йти з російського ринку та продовжує сплачувати податки, збори та інші внески до російського бюджету, тим самим фінансуючи війну. На тлі поточного скандалу, компанія не коментує зв'язки свого російського директора із ФСБ і відмовчується щодо подальшої співпраці із ним. |
| Buzzi Unicem     | Італія             | Виробництво будівельних матеріалів | Попри заяву про відмову від будь-якої операційної участі в російському бізнесі, SLK Cement продовжувала розширюватись і у 2022 році після російського вторгнення в Україну. SLK Cement висловлює велику вдячність своїм мобілізованим співробітникам у російських соціальних мережах. Жоден акціонер публічно не засудив участь Buzzi Unicem у російській війні та не закликав компанію відмовитися від російського бізнесу. |

### C
| Назва                                  | Країна | Галузь                                          | Причина |
| -------------------------------------- | ------ | ----------------------------------------------- | --- |
| Camozzi Group                          | Італія | Виробництво пневмоапаратури та пневмообладнання | Компанія продовжила роботу на ринку Росії після російського повномасштабного вторгнення в Україну. |
| China National Petroleum Corporation   | Китай  | Видобуток, переробка нафти                      | Компанія продовжила роботу на ринку Росії після російського повномасштабного вторгнення в Україну. |
| China Railway Construction Corporation | Китай  | Будівництво                                     | Компанія продовжила роботу на ринку Росії після російського повномасштабного вторгнення в Україну. |
| China State Construction Engineering   | Китай  | Будівництво                                     | |
| CK Birla Group                         | Індія  | Транспортні технології                          | Компанія продовжила роботу на ринку Росії після російського повномасштабного вторгнення в Україну. |
| Comnav Technology Ltd.                 | Китай  | Навігаційне та радарне обладнання               | З 24 лютого по 30 грудня 2022 року компанія здійснила 73 поставки на територію РФ, загальна сума яких склала 2,1 млн доларів США. Річний обсяг виробництва 10 мільйонів доларів США — 50 мільйонів доларів США. |

### D
| Назва                            | Країна | Галузь                  | Причина |
| -------------------------------- | ------ | ----------------------- | --- |
| Danieli                          | Італія | Чорна металургія        | Сплата податків, зборів та інших внесків до російського бюджету є достатньою підставою для того, щоб внести компанію до переліку міжнародних спонсорів війни. Наразі нічого не свідчить про те, що після повномасштабного вторгнення Росії в Україну Danieli обмежує подальші інвестиції, згортає свої бізнес-операції або взагалі йде з російського ринку. |
| Delta Tankers Ltd                | Греція | Обслуговування танкерів | |
| DP World (Dubai Port World)      | ОАЕ    | Транспорт               | |
| Dynacom Tankers Management (DTM) | Греція | Обслуговування танкерів | |

### E
| Назва            | Країна  | Галузь              | Причина                                                                                            |
| ---------------- | ------- | ------------------- | -------------------------------------------------------------------------------------------------- |
| Ekassir Osaühing | Естонія | Платіжне обладнання | Компанія продовжила роботу на ринку Росії після російського повномасштабного вторгнення в Україну. |

### F
| Назва  | Країна  | Галузь                          | Причина |
| ------ | ------- | ------------------------------- | --- |
| Fluxys | Бельгія | Транспортування природного газу | Після російського повномасштабного вторгнення в Україну у 2022 році компанія продовжила роботу на ринку Росії. |

### G
| Назва            | Країна | Галузь                     | Причина |
| ---------------- | ------ | -------------------------- | --- |
| Great Wall Motor | Китай  | Автомобільна промисловість | Після повномасштабного російського військового вторгнення в Україну Great Wall Motor заявляє, що не має найближчих планів виходу з Росії, та розглядає довгострокову перспективу своїх інвестицій у цей ринок в розмірі понад 3 мільярди юанів ($472 млн), заявив секретар правління Great Wall Сюй Хуей. Станом на 2023 рік для Great Wall Росія є найбільшим ринком збуту за межами Китаю. Минулого року на Росію припало близько 30 % доходів Great Wall за кордоном. На цей час у Росії діють 115 дилерських центрів та завод із повноцінного виробництва автомобілів «Хавейл Мотор Мануфекчурінг Рус» у місті Тула. Таким чином, Great Wall Motor продовжує сплачувати податки до бюджету Росії, активно підтримувати її економіку і, відповідно, спонсорувати агресію проти України. |

### J
| Назва                             | Країна    | Галузь | Причина |
| --------------------------------- | --------- | ------ | ------- |
| Japan Tobacco International (JTI) | Швейцарія | Тютюн  |         |

### K
| Назва       | Країна    | Галузь                             | Причина |
| ----------- | --------- | ---------------------------------- | --- |
| Kerui Group | Китай     | Нафтогазове обладнання             | |
| Knauf       | Німеччина | Виробництво будівельних матеріалів | Підтримка будівництва військових об'єктів Росії. Пряме залучення на будівництва військового містечка в Алабузі.. |

### L
| Назва        | Країна  | Галузь          | Причина |
| ------------ | ------- | --------------- | --- |
| Leroy Merlin | Франція | Товари для дому | 11 березня Leroy Merlin оголосила, що не планує скорочувати свою діяльність у Росії, де вона управляє 143 магазинами. 17 березня вони відключили український офіс від корпоративного зв'язку і заявили, що збільшать поставки в РФ. |

### M
| Назва                  | Країна          | Галузь                                  | Причина |
| ---------------------- | --------------- | --------------------------------------- | --- |
| Mars                   | США             | Продукти харчування кондитерські вироби | Американська компанія Mars після російського вторгнення в Україну лише призупинила інвестиції. Американська компанія, яка виробляє цілу лінійку солодощів, ще у березні 2022 року заявила, що зупиняє свою діяльність в Росії. Вона, начебто, відмовилась імпортувати свою продукцію в РФ, та експортувати свою товари з Росії: “Проте по факту, на 11-й місяць повномасштабної війни РФ проти України, бачимо, що американська компанія досі працює з країною-агресоркою." |
| Metro AG               | Німеччина       | Гуртовий продаж, Роздрібний продаж      | У 2022 році Metro AG продовжило роботу у Росії. Турецька мережа METRO продовжувала приймати до оплати банківські картки «Мир», випущені «Сбєрбанком», який перебуває під санкціями. Німецька компанія Metro AG зберігає намір продовжувати працювати у Росії. Про це гендиректор Штеффен Гройбель заявив у лютому 2023 року, відповідаючи на запитання журналістів. |
| Minerva Marine         | Греція          | Обслуговування танкерів                 | |
| Mondelez International | США             | Харчова промисловість                   | |
| Mondi                  | Велика Британія | Пакування та папір                      | Після початку повномасштабного вторгнення Росії в Україну компанія не пішла з російського ринку, хоча ініціювала продаж одного заводу у Сиктивкарі. Його планують продати інвестиційній компанії російського олігарха Віктора Харитоніна. Олігарх, який перебуває у списку потенційних санкційних таргетів, ідентифікованих Агентством, добре відомий своєю плідною співпрацею з кремлівським режимом у розробці вакцини від COVID-19 «Спутнік V» Інші три заводи, що належать компанії Mondi у Росії — ТОВ «Монді Араміль», ТОВ «Монді Переславль» та ТОВ «Монді Лебедянь» — продовжують працювати та набирають нових працівників. |

### N
| Назва  | Країна    | Галузь                | Причина |
| ------ | --------- | --------------------- | --- |
| Nestle | Швейцарія | Харчова промисловість | Попри те, що прибуток від російського ринку становить лише трохи більше 2 % від діяльності всього Nestle, компанія і досі не наважилася вийти з ринку держави-терориста. Nestle продовжує працювати в РФ, постачати товари агресору та розширювати свою російську виробничу базу. Станом на початок 2022 року швейцарська компанія мала в Росії сім фабрик. У Nestle в Росії працюють понад 7000 співробітників. У Російській Федерації Nestle представлена через ТОВ «Нестле Россия». У 2021 році вона сплатила податки на понад $25 млн. Однак Nestle так і не оприлюднила даних про свої доходи та сплачені податки за 2022 рік. |

### O
| Назва    | Країна   | Галузь            | Причина |
| -------- | -------- | ----------------- | --- |
| OpenWay  | Бельгія  | Платіжні послуги  | Після анексії Криму Росією у 2014 році, коли Visa та Mastercard припинили надання послуг російським банкам в цьому регіоні, OpenWay Group була залучена до розробки альтернативної платіжної системи «Мир», щоб заповнити прогалину, яка утворилася. Задля ухилення від міжнародних санкцій OpenWay Group заснувала, як повідомляють, низку компаній-прокладок, через які підтримувала зв'язок з підсанкційними клієнтами. Нині, після повномасштабного вторгнення Росії до України, наступної хвилі міжнародних санкцій та виходу Visa та Mastercard з російського ринку, «Мир» стала російською загальнонаціональною платіжною системою. OpenWay Group заявляє, що з квітня 2022 року вийшла з російського ринку і припинила обслуговувати своїх клієнтів. Однак компанія не може ані юридично, ані технічно завадити своїм колишнім клієнтам у використанні придбаного ними програмного забезпечення, тому що їхні «стандартні ліцензійні угоди щодо програмного забезпечення є безстроковими та не вимагають періодичного оновлення ліцензії, на відміну від угод, які укладають деякі [їхні] конкуренти». Така заява сприймається лише як димова завіса, оскільки OpenWay Group зберігає свою присутність на російському ринку та продовжує підтримувати російську національну платіжну систему. |
| OTP Bank | Угорщина | Фінансові послуги | ОТП Банк офіційно визнає так звані Донецьку та Луганську «народні республіки», також надає пільгові умови кредитування російським військовим. Таким чином, OTP Group продовжує спонсорувати військову агресію Росії. Чистий прибуток російського банку склав 37,6 млрд форинтів, або 7,6 % від сукупного прибутку групи. Був виключений зі списку спонсорів війни у жовтні 2023 року. |

### P
| Назва                       | Країна | Галузь                | Причина |  |
| --------------------------- | ------ | --------------------- | --- |  |
| PepsiCo                     | США    | Харчова промисловість | Coca-Cola та PepsiCo оголосили про призупинення бізнесу на деяких напрямках, однак остаточних рішень не ухвалили                                        |  |
| Philip Morris International | США    | Тютюн                 | Лідером за виручкою серед іноземних компаній у Росії є Philip Morris. У 2020 році цей американський гігант виручив з ринку РФ 359 млрд руб (5 млрд дол) |  |
| Procter & Gamble (P&G)      | США    | Споживчі товари       | |  |

### R
| Назва                         | Країна  | Галузь                    | Причина |
| ----------------------------- | ------- | ------------------------- | --- |
| Raiffeisen Bank International | Австрія | Фінансові послуги         | Агентство Reuters напередодні саміту Європейської Ради 14-15 грудня з посиланням на власні джерела повідомило, що Австрія домагається виключення RBI, чиї дочірні компанії є найбільшими західними банками як у Росії, так і в Україні, з українського «чорного списку» в обмін на підписання нових санкцій Європейського союзу проти Росії. |
| Rockwool International        | Данія   | Виробник мінеральної вати | ROCKWOOL в особі російських дочірніх компаній ТОВ «Роквул», ТОВ «Роквул-Волга», ТОВ «Роквул-Север» та ТОВ «Роквул-Урал» продовжує активно підтримувати економіку Росії і, відповідно, спонсорувати агресію проти України, спроб засудити війну Росії проти України від керівництва компанії не було.                                         |

### S
| Назва                           | Країна    | Галузь                                                           | Причина |  |
| ------------------------------- | --------- | ---------------------------------------------------------------- | --- |  |
| Schlumberger                    | США       | Нафтова промисловість                                            | В першому півріччі 2022 року доля російського ринку складала 1,21 мільярда доларів США або 6 % обігу компанії. За даними НАЗК, компанія також сприяє призову росіян на військову службу та забороняє віддалену роботу росіянам, які уникають призову |  |
| Shandong Odes Industry Co., Ltd | Китай     | Обслуговування та реалізації мотовсюдиходів та іншої мототехніки | Компанія наростила свою співпрацю з російськими компаніями. E березні та квітні 2023 року було відправлено 137 автомобілів Desertcross на загальну суму близько $1,6 млн. Основним покупцем була російська автоспортивна компанія «Формула 7»/«Формула Д». У період з 10 жовтня 2022 року по 31 дипня 2023 року Shandong Odes експортувала запчастини до квадроциклів та всюдиходів на загальну суму понад $ 19 млн, покупцем була російська компанія «Формула Д» (ІПН 5007117293). |  |
| Shree Ramkrishna Exports (SRK)  | Індія     | Виробництво та експорт діамантів                                 | Продовжує співпрацювати з агресором, закуповуючи алмази в Росії, попри санкції введені проти РФ у цій сфері. У 2023 році компанія втричі збільшила закупівлю алмазів у РФ, порівняно з 2021 роком. |  |
| Sinopec                         | Китай     | Видобуток, переробка нафти                                       | Компанія продовжила роботу на ринку Росії після російського повномасштабного вторгнення в Україну. |  |
| Şişecam Group                   | Туреччина | Виробництво скла та хімічної продукції                           | Сплатила до бюджету РФ $11,2 млн минулого року і залишається найбільшим експортером Росії у своїй галузі |  |
| China National Offshore Oil     | Китай     | Видобуток, переробка нафти                                       | Компанія продовжила роботу на ринку Росії після російського повномасштабного вторгнення в Україну. |  |
| Subway                          | США       | Ресторани                                                        | Компанія продовжила роботу на ринку Росії після російського повномасштабного вторгнення в Україну. |  |

### T
| Назва                       | Країна | Галузь                  | Причина |
| --------------------------- | ------ | ----------------------- | ------- |
| Thenamaris Ships Management | Греція | Морський транспорт      |         |
| TMC Tankers                 | Греція | Обслуговування танкерів |         |

### U
| Назва    | Країна          | Галузь                                                                              | Причина |
| -------- | --------------- | ----------------------------------------------------------------------------------- | --- |
| Unilever | Велика Британія | Засоби гігієни, Харчова промисловість, Ширвжиток, Парфумерія, Молочна промисловість | Один зі світових лідерів на ринку продуктів харчування та товарів побутової хімії, Unilever, вирішив продовжувати бізнес у РФ – звіт за 3 квартал цього року не містить жодного плану дій щодо виходу з Росії. Unilever “продовжуватиме постачати жителям країни продукти харчування та засоби гігієни, виготовлені в Росії”. |

### V
| Назва          | Країна | Галузь                                                     | Причина |
| -------------- | ------ | ---------------------------------------------------------- | --- |
| Viciunai Group | Литва  | Виробник і постачальник різноманітних продуктів харчування | Виробничий комплекс ТОВ «Вічюнай-русь» є найбільшим підприємством «Viciunai Group», на якому працюють 1500 працівників, розташований у Калінінградській області, чистий прибуток якого за 2022 рік збільшився на 156 % до 1,9 млрд руб (понад $20 млн). ТОВ «БалтКо», будучи офіційним представником компанії в Росії, надає послуги з перевезення продуктів рибної кулінарії, рибної переробки, сурімі і морепродуктів, чистий прибуток за 2022 рік становив 239,1 млн руб (2,5 млн дол США). Таким чином, попри неодноразові заяви про припинення бізнесу та продаж виробництва, компанія «Viciunai Group» після повномаштабного вторгнення в Україну не зупинила свою роботу в Росії, а навпаки — продовжує активно працювати та сплачувати податки до російського бюджету. |

### X
| Назва              | Країна | Галузь                          | Причина |
| ------------------ | ------ | ------------------------------- | ------- |
| Xiaomi Corporation | Китай  | Виробництво електронної техніки |         |

### Y
| Назва       | Країна  | Галузь                   | Причина |
| ----------- | ------- | ------------------------ | ------- |
| Yves Rocher | Франція | Косметична промисловість |         |

### Z
| Назва                        | Країна | Галузь                     | Причина |
| ---------------------------- | ------ | -------------------------- | ------- |
| Zhejiang Geely Holding Group | Китай  | Автомобільна промисловість |         |

### Є
| Назва   | Країна | Галузь | Причина |
| ------- | ------ | ------ | ------- |
| Єкассір | Росія  |        |         |

### Л
| Назва                                                    | Країна | Галузь           | Причина |
| -------------------------------------------------------- | ------ | ---------------- | ------- |
| Ліберійський міжнародний судновий і корпоративний реєстр | США    | Реєстрація суден |         |

### Керівництво, співробітники компаній
| ПІБ                               | Посада | Компанія                                                   |
| --------------------------------- | --- | ---------------------------------------------------------- |
| Ахмет Кирман                      | Голова та виконавчий член Ради директорів                                                                                         | Sisecam                                                    |
| Х. Джахіт                         | Чинар Заступник Голови Ради директорів                                                                                            | Sisecam                                                    |
| Ділек Думан                       | Незалежний член Ради директорів                                                                                                   | Sisecam                                                    |
| Дінч Кизилдемір                   | Незалежний член Ради директорів                                                                                                   | Sisecam                                                    |
| Сезгін Луле                       | Член Ради директорів | Sisecam                                                    |
| Шенер Октик                       | Член Ради директорів | Sisecam                                                    |
| Гюль Айшем Саргин                 | Член Ради директорів | Sisecam                                                    |
| Аху Сертер                        | Член Ради директорів | Sisecam                                                    |
| Джан Юджель                       | Член Ради директорів | Sisecam                                                    |
| Гьоркем Ельверіджі                | Президент | Sisecam                                                    |
| Шенгюль Арслан                    | Віцепрезидент з управління персоналом                                                                                             | Sisecam                                                    |
| Гекхан Гюральп                    | Віцепрезидент з фінансів | Sisecam                                                    |
| Абдуллах Килинч                   | Віцепрезидент з виробництва | Sisecam                                                    |
| Гьокхан Кипчак                    | Віцепрезидент з інформаційних технологій                                                                                          | Sisecam                                                    |
| Сельма Онер                       | Віцепрезидент із ланцюжків поставок                                                                                               | Sisecam                                                    |
| Ебру Шапоглу                      | Віцепрезидент з продажу | Sisecam                                                    |
| Рамон Лагуарта                    | Президент та головний виконавчий директор                                                                                         | PepsiCo                                                    |
| Х'ю Ф. Джонстон                   | Віцеголова та головний фінансовий директор                                                                                        | PepsiCo                                                    |
| Девід Дж. Флавел                  | Віцепрезидент, юрисконсульт і секретар компанії                                                                                   | PepsiCo                                                    |
| Марі Т. Галлагер                  | Старший віцепрезидент | PepsiCo                                                    |
| Рам Кришнан                       | Голова підрозділів з виробництва напоїв                                                                                           | PepsiCo                                                    |
| Яцек Ольчак                       | Головний виконавчий директор | Philip Morris International                                |
| Массімо Андоліна                  | Президент, європейський регіон | Philip Morris International                                |
| Еммануель Бабо                    | Головний фінансовий директор | Philip Morris International                                |
| Вернер Барт                       | Президент, категорія горючих матеріалів і глобальний маркетинг горючих матеріалів                                                 | Philip Morris International                                |
| Марко Маріотті                    | Президент країн СНД, Центральної Азії та Ізраїлю                                                                                  | Philip Morris International                                |
| Едді Пірар                        | Президент і головний виконавчий директор                                                                                          | Japan Tobacco International                                |
| Кодзі Сімайосі                    | Виконавчий віцепрезидент і заступник генерального директора                                                                       | Japan Tobacco International                                |
| Василь Вовос                      | Виконавчий віцепрезидент, головний фінансовий директор                                                                            | Japan Tobacco International                                |
| Стефан Фіц                        | Виконавчий віцепрезидент, головний комерційний директор                                                                           | Japan Tobacco International                                |
| Роб Стенворт                      | Виконавчий віцепрезидент, директор з питань споживачів і продуктів                                                                | Japan Tobacco International                                |
| Такехіко Цуцуї                    | Виконавчий віцепрезидент з продуктів зі зниженим ризиком                                                                          | Japan Tobacco International                                |
| Гуергана Андрєєва                 | Старший віцепрезидент відділу людей, культури та корпоративної безпеки                                                            | Japan Tobacco International                                |
| Більгехан Анлас                   | Регіональний президент Східної Європи та Global Travel Retail                                                                     | Japan Tobacco International                                |
| Даніел Чжан                       | Голова та головний виконавчий директор; Голова та головний виконавчий директор Cloud Intelligence Group                           | Alibaba Group                                              |
| Джо Цай                           | Виконавчий заступник голови; Голова Cainiao Smart Logistics Network Limited                                                       | Alibaba Group                                              |
| Дж. Майкл Еванс                   | Директор і президент; Голова Alibaba International Digital Commerce Group                                                         | Alibaba Group                                              |
| Меггі Ву                          | Директор, член-засновник Alibaba Partnership                                                                                      | Alibaba Group                                              |
| Тобі Сю                           | Головний фінансовий директор | Alibaba Group                                              |
| Джейн Цзян                        | Головний спеціаліст з персоналу                                                                                                   | Alibaba Group                                              |
| Труді Даі                         | Головний виконавчий директор Taobao і Tmall Group                                                                                 | Alibaba Group                                              |
| Юнфу Ю                            | Головний виконавчий директор, Local Services Group                                                                                | Alibaba Group                                              |
| Фан Цзян                          | Головний виконавчий директор Alibaba International Digital Commerce Group                                                         | Alibaba Group                                              |
| Факундо Л. Бакарді                | Голова правління Bacardi Limited                                                                                                  | Bacardi                                                    |
| Махеш Мадхаван                    | Головний виконавчий директор Bacardi Limited                                                                                      | Bacardi                                                    |
| Шатров Антон Олексійович          | Генеральний директор ТОВ «Бакарді Рус»                                                                                            | Bacardi                                                    |
| Султан Ахмед бін Сулаєм           | Голова групи та головний виконавчий директор DP World                                                                             | DP World                                                   |
| Юврадж Нараян                     | Заступник генерального директора та фінансовий директор групи DP World                                                            | DP World                                                   |
| Діпак Парех                       | Старший незалежний невиконавчий директор DP World                                                                                 | DP World                                                   |
| Султан Бін Саїд Аль-Мансурі       | Незалежний невиконавчий директор DP World                                                                                         | DP World                                                   |
| Мохаммед Саїф Аль Сувайді         | Незалежний невиконавчий директор DP World                                                                                         | DP World                                                   |
| Роберт Вудс                       | Незалежний невиконавчий директор DP World                                                                                         | DP World                                                   |
| Фумзиле Лангени                   | Незалежний невиконавчий директор DP World                                                                                         | DP World                                                   |
| Сер Тім Кларк                     | Незалежний невиконавчий директор DP World                                                                                         | DP World                                                   |
| Віджай Малхотра                   | Незалежний невиконавчий директор DP World                                                                                         | DP World                                                   |
| Фейсал Арекат                     | Віцепрезидент, юридичний відділ групи, управління та секретар компанії групи DP World                                             | DP World                                                   |
| Алан Джоуп                        | Генеральний директор Unilever | Unilever                                                   |
| Грем Піткетлі                     | Глобальний фінансовий директор Unilever                                                                                           | Unilever                                                   |
| Конні Браамс                      | Глобальний директор з цифровізації та маркетингу Unilever                                                                         | Unilever                                                   |
| Ханнеке Фабер                     | Президент категорії харчової продукції Unilever                                                                                   | Unilever                                                   |
| Фабіан Гарсіа                     | Президент Unilever в Північній Америці                                                                                            | Unilever                                                   |
| Нітін Паранжпе                    | Глобальний операційний директор Unilever                                                                                          | Unilever                                                   |
| Річард Слейтер                    | Глобальний директор відділу досліджень та розробок Unilever                                                                       | Unilever                                                   |
| Пітер тер Кульве                  | Президент категорії побутової хімії Unilever                                                                                      | Unilever                                                   |
| Вікторія Марс                     | Голова правління Mars Incorporated                                                                                                | MARS                                                       |
| Поль Вайраух                      | Президент Mars Incorporated | MARS                                                       |
| Клаус Аагаард                     | Фінансовий директор Mars Incorporated                                                                                             | MARS                                                       |
| Стефані Штрауб                    | Віцепрезидент та головний юрисконсульт Mars Incorporated                                                                          | MARS                                                       |
| Ерік Мінв'єль                     | Віцепрезидент по персоналу Mars Incorporated                                                                                      | MARS                                                       |
| Енді Фароа                        | Віцепрезидент з корпоративних питань, стратегічних ініціатив та соціально-відповідального розвитку Mars Incorporated              | MARS                                                       |
| Нікі Буш                          | Президент з інновацій, наукових досліджень і технологій                                                                           | MARS                                                       |
| Лоїк Муто                         | Президент Mars Petcare | MARS                                                       |
| Ендрю Кларк                       | Президент Mars Wrigley | MARS                                                       |
| Шеїд Шах                          | Президент Mars Food, Multisales та Global Customers                                                                               | MARS                                                       |
| Лі Шуфу                           | голова ради директорів | Zhejiang Geely Holding Group                               |
| Даніель Дунхуй Лі                 | Генеральний директор Geely Holding Group                                                                                          | Zhejiang Geely Holding Group                               |
| А. Н. Цунь                        | Президент Geely Holding Group Голова Geely Auto Group Генеральний директор Zeekr Intelligent Technology                           | Zhejiang Geely Holding Group                               |
| Вей Мей                           | Старший віцепрезидент і головний операційний директор Geely Holding Group                                                         | Zhejiang Geely Holding Group                               |
| Фен Цинфен                        | Старший віцепрезидент Geely Holding Group, відповідальний за стратегічні інновації та технології Генеральний директор Group Lotus | Zhejiang Geely Holding Group                               |
| Чен Імін                          | Старший віцепрезидент, головний юрисконсульт і головний спеціаліст із відповідності Geely Holding Group                           | Zhejiang Geely Holding Group                               |
| Джо Чжан Цюань                    | Старший віцепрезидент і фінансовий директор Geely Holding Group                                                                   | Zhejiang Geely Holding Group                               |
| Тоні Пан Лейфан                   | Старший віцепрезидент, головний спеціаліст з персоналу, секретар правління                                                        | Zhejiang Geely Holding Group                               |
| Віктор Ян Сюелян                  | Старший віцепрезидент Geely Holding Group, відповідальний за зв'язки з громадськістю та комунікації Офіційний прес-секретар       | Zhejiang Geely Holding Group                               |
| Вей Чілін                         | Старший віцепрезидент Geely Holding Group, відповідальний за урядові справи                                                       | Zhejiang Geely Holding Group                               |
| Цзичжен Ян                        | Виконавчий директор та співвласник Shandong Kerui Group (Kerui Group)                                                             | Kerui Group                                                |
| Первушин Вадим Євгенійович        | Генеральний директор ТОВ «Рус-КР»                                                                                                 | Kerui Group                                                |
| Гун Хунцзя                        | Заступник голови та найбільший індивідуальний акціонер (18 % акцій) Hikvision                                                     | Hikvision                                                  |
| Ян Чжун Ху                        | Генеральный директор Hikvision | Hikvision                                                  |
| Дірк Ван Де Пут                   | Голова та головний виконавчий директор                                                                                            | Mondelez International                                     |
| Полетт Альвіті                    | Виконавчий віцепрезидент і директор з персоналу                                                                                   | Mondelez International                                     |
| Мауріціо Брусаделлі               | Виконавчий віцепрезидент і президент Азії, Близького Сходу та Африки                                                              | Mondelez International                                     |
| Френк Черві                       | Керівник операцій з ланцюга поставок                                                                                              | Mondelez International                                     |
| Вінс Грубер                       | Виконавчий віцепрезидент і президент Європи                                                                                       | Mondelez International                                     |
| Маріано Лозано                    | Виконавчий віцепрезидент і президент Латинської Америки                                                                           | Mondelez International                                     |
| Хав'єр Політ                      | Директор з інформації та цифрових технологій                                                                                      | Mondelez International                                     |
| Даніель Рамос                     | Виконавчий віцепрезидент, директор з досліджень і розвитку                                                                        | Mondelez International                                     |
| Мартін Рено                       | Виконавчий віцепрезидент, директор з маркетингу та продажів                                                                       | Mondelez International                                     |
| Лаура Стайн                       | Виконавчий віцепрезидент із корпоративних і юридичних питань                                                                      | Mondelez International                                     |
| Густаво Валле                     | Виконавчий віцепрезидент і президент Північної Америки                                                                            | Mondelez International                                     |
| Лука Зарамелла                    | Виконавчий віцепрезидент, головний фінансовий директор                                                                            | Mondelez International                                     |
| Родіонов Олександр Анатолійович   | Генеральний директор ТОВ «Мон'дэлис Русь»                                                                                         | Mondelez International                                     |
| Рохіт Сабо                        | Президент і головний виконавчий директор                                                                                          | CK Birla Group                                             |
| Санджив Тапарія                   | Директор з продажу та маркетингу                                                                                                  | CK Birla Group                                             |
| Гурав Чатурведі                   | Головний фінансовий директор | CK Birla Group                                             |
| Шайлеш Патні                      | Керівник — внутрішні продажі | CK Birla Group                                             |
| Раджан Джайн                      | Головний операційний директор | CK Birla Group                                             |
| Чижевський Ілья Петрович          | Президент ОТП Банку Росія | OTP Bank                                                   |
| Сатибалдієв Муслім Махмутович     | Заступник Голови Правління ОТП Банку Росія                                                                                        | OTP Bank                                                   |
| Дремач Кирило Андрійович          | Заступник Голови Правління ОТП Банку Росія                                                                                        | OTP Bank                                                   |
| Шандор Чаньї                      | Голова правління, президент OTP Bank                                                                                              | OTP Bank                                                   |
| Андраш Бечей                      | Заступник генерального директора OTP Bank                                                                                         | OTP Bank                                                   |
| Ласло Бенчік                      | Заступник генерального директора OTP Bank                                                                                         | OTP Bank                                                   |
| Петро Чаньї                       | Заступник генерального директора OTP Bank                                                                                         | OTP Bank                                                   |
| Дьордь Кісс-Хайпал                | Заступник генерального директора OTP Bank                                                                                         | OTP Bank                                                   |
| Ласло Вольф                       | Заступник генерального директора OTP Bank                                                                                         | OTP Bank                                                   |
| Дьордь Антал Ковач                | Заступник генерального директора OTP Bank                                                                                         | OTP Bank                                                   |
| Вей Цзяньцзюнь                    | Голова Great Wall Motor | Great Wall Motor                                           |
| Лю Хетун                          | Генеральний директор «Хавейл Мотор Мануфекчурінг Рус»                                                                             | Great Wall Motor                                           |
| Лей Джун                          | Засновник, голова та генеральний директор Xiaomi Corporation                                                                      | Xiaomi Corporation                                         |
| Лін Бінь                          | Співзасновник і заступник голови Xiaomi Corporation                                                                               | Xiaomi Corporation                                         |
| Лу Вейбінг                        | Партнер і президент Xiaomi Corporation                                                                                            | Xiaomi Corporation                                         |
| Лю Де                             | Співзасновник і старший віцепрезидент Xiaomi Corporation                                                                          | Xiaomi Corporation                                         |
| Чжан Фен                          | Партнер і старший віцепрезидент Xiaomi Corporation                                                                                | Xiaomi Corporation                                         |
| Цзен Сюечжун                      | Старший віцепрезидент Xiaomi Corporation                                                                                          | Xiaomi Corporation                                         |
| Ян Кешен                          | Віцепрезидент Xiaomi Corporation                                                                                                  | Xiaomi Corporation                                         |
| Лам Сай Вай, Ален                 | Віцепрезидент, фінансовий директор Xiaomi Corporation                                                                             | Xiaomi Corporation                                         |
| Чжу Дан                           | Віцепрезидент Xiaomi Corporation                                                                                                  | Xiaomi Corporation                                         |
| Ван Сяоянь                        | Віцепрезидент Xiaomi Corporation                                                                                                  | Xiaomi Corporation                                         |
| Цюй Хенг                          | Віцепрезидент Xiaomi Corporation                                                                                                  | Xiaomi Corporation                                         |
| Ма Джи                            | Віцепрезидент Xiaomi Corporation                                                                                                  | Xiaomi Corporation                                         |
| Юй Мань                           | Генеральний директор ТОВ «СЯОМІ»                                                                                                  | Xiaomi Corporation                                         |
| Ерік Моріс Лірон                  | Директор «Шлюмберже Лоджелко Інк.»                                                                                                | Schlumberger                                               |
| Олів'є Ле Пеш                     | Головний виконавчий директор СЛБ                                                                                                  | Schlumberger                                               |
| Марк Папа                         | Голова СЛБ | Schlumberger                                               |
| Чжен Сюесюань                     | Генеральний директор CSCEC | China State Construction Engineering Corporation («CSCEC») |
| Чжан Чжаосян                      | Директор, Голова правління CSCEC                                                                                                  | China State Construction Engineering Corporation («CSCEC») |
| Сюй Венжун                        | Незалежний директор CSCEC | China State Construction Engineering Corporation («CSCEC») |
| Цзя Чень                          | Незалежний директор CSCEC | China State Construction Engineering Corporation («CSCEC») |
| Сунь Ченьмін                      | Незалежний директор CSCEC | China State Construction Engineering Corporation («CSCEC») |
| Лі Пін                            | Незалежний директор CSCEC | China State Construction Engineering Corporation («CSCEC») |
| Ван Юньлінь                       | Заступник голови, Головний фінансовий директор CSCEC                                                                              | China State Construction Engineering Corporation («CSCEC») |
| Чжао Сяоцзян                      | Віцепрезидент CSCEC | China State Construction Engineering Corporation («CSCEC») |
| Ма Цзепін                         | Віцепрезидент CSCEC | China State Construction Engineering Corporation («CSCEC») |
| Чжоу Юн                           | Заступник голови CSCEC | China State Construction Engineering Corporation («CSCEC») |
| Шань Гуансю                       | Віцепрезидент CSCEC | China State Construction Engineering Corporation («CSCEC») |
| Хуан Кеси                         | Віцепрезидент CSCEC | China State Construction Engineering Corporation («CSCEC») |
| Сюе Кецін                         | Секретар ради директорів CSCEC | China State Construction Engineering Corporation («CSCEC») |
| Чжао Сяоцзя                       | Генеральний директор ТОВ «Китайстрой»                                                                                             | China State Construction Engineering Corporation («CSCEC») |
| Дюшоссуа Філіпп Крістіан Жан Рене | Генеральний директор ТОВ «Ів Роше Восток»                                                                                         | Yves Rocher                                                |
| Бріс Роше                         | Генеральний директор Groupe Rocher                                                                                                | Yves Rocher                                                |
| Жак Роше                          | Майбутній директор групи — президент Фонду Yves Rocher                                                                            | Yves Rocher                                                |
| Жан-Мішель Гарріг                 | Заступник генерального директора Groupe Rocher                                                                                    | Yves Rocher                                                |
| Вінсент Ніда                      | Заступник генерального директора Groupe Rocher                                                                                    | Yves Rocher                                                |
| Ян де Фероді                      | Заступник генерального директора Groupe Rocher                                                                                    | Yves Rocher                                                |
| Жан-Давид Шварц                   | Заступник генерального директора Groupe Rocher                                                                                    | Yves Rocher                                                |
| Жанна Ренар                       | Заступниця генерального директора Groupe Rocher                                                                                   | Yves Rocher                                                |
| Йоганн Штробль                    | Генеральний директор Райффайзен Банк Інтернешнл                                                                                   | Raiffeisen Bank International                              |
| Андреас Гшвентер                  | Операційний директор/директор з інформаційних питань Райффайзен Банк Інтернешнл                                                   | Raiffeisen Bank International                              |
| Ханнес Мьозенбахер                | Директор з управління ризиками Райффайзен Банк Інтернешнл                                                                         | Raiffeisen Bank International                              |
| Лукаш Янушевський                 | Член правління (Ринки та інвестиційний банкінг) Райффайзен Банк Інтернешнл                                                        | Raiffeisen Bank International                              |
| Пітер Леннкх                      | Член правління (Корпоративний банкінг) Райффайзен Банк Інтернешнл                                                                 | Raiffeisen Bank International                              |
| Андрій Степаненко                 | Член правління (Роздрібний банкінг) Райффайзен Банк Інтернешнл                                                                    | Raiffeisen Bank International                              |
| Сергій Монін                      | Голова правління АТ «Райффайзенбанк» (Росія)                                                                                      | Raiffeisen Bank International                              |
| Вероніка Буцці                    | Невиконавчий голова Буцці Унічем                                                                                                  | Buzzi Unicem                                               |
| П'єтро Буцці                      | Головний виконавчий фінансовий директор Буцці Унічем                                                                              | Buzzi Unicem                                               |
| Мішель Буцці                      | Головний виконавчий директор Буцці Унічем                                                                                         | Buzzi Unicem                                               |
| Паоло Бурландо                    | Невиконавчий директор Буцці Унічем                                                                                                | Buzzi Unicem                                               |
| Луїджі (Джіджі) Буцці             | Незалежний невиконавчий директор Буцці Унічем                                                                                     | Buzzi Unicem                                               |
| Альдо Фумагаллі Ромаріо           | Незалежний невиконавчий директор Буцці Унічем                                                                                     | Buzzi Unicem                                               |
| Лінда Орсола Гіллі                | Незалежний невиконавчий директор Буцці Унічем                                                                                     | Buzzi Unicem                                               |
| Антонелла Мусі                    | Незалежний невиконавчий директор Буцці Унічем                                                                                     | Buzzi Unicem                                               |
| Маріо Патерліні                   | Незалежний невиконавчий директор Буцці Унічем                                                                                     | Buzzi Unicem                                               |
| Джанфеліче Рокка                  | Незалежний невиконавчий директор Буцці Унічем                                                                                     | Buzzi Unicem                                               |
| Джованна Вітеллі                  | Незалежний невиконавчий директор Буцці Унічем                                                                                     | Buzzi Unicem                                               |
| Імморєєв Андрій Ігорович          | Генеральний директор ТОВ «СЛК Цемент»                                                                                             | Buzzi Unicem                                               |
| Штеффен Гройбель                  | Голова Правління/Генеральний директор Метро АГ                                                                                    | Metro                                                      |
| Крістіан Байєр                    | Фінансовий директор Метро АГ | Metro                                                      |
| Рафаель Гассет                    | Головний операційний директор в Метро АГ                                                                                          | Metro                                                      |
| Ів Клод                           | Голова правління та генеральний директор Ашан Рітейл                                                                              | Auchan                                                     |
| Філіп Курбуа                      | Керівник Західної території в Ашан Рітейл                                                                                         | Auchan                                                     |
| Антуан Перно                      | Директор з комунікацій в Ашан Рітейл                                                                                              | Auchan                                                     |
| Гійом Дебросс                     | Головний виконавчий директор Бондюель                                                                                             | Bonduelle                                                  |
| Грегорі Сансон                    | Заступник генерального директора з фінансів та розвитку Бондюель                                                                  | Bonduelle                                                  |
| Адам Коен                         | Виконавчий голова, Ліберійський міжнародний судновий і корпоративний реєстр                                                       | Liberian International Ship & Corporate Registry           |
| Елан Коен                         | Виконавчий голова, Ліберійський міжнародний судновий і корпоративний реєстр                                                       | Liberian International Ship & Corporate Registry           |
| Альфонсо Кастільєро               | Головний виконавчий директор, Ліберійський міжнародний судновий і корпоративний реєстр                                            | Liberian International Ship & Corporate Registry           |
| Пеллер Клаус                      | Головний виконавчий директор Монді Сиктивкарський ЛПК                                                                             | Mondi group                                                |
| Колуссі Антонелло                 | Президент Danieli Russia, голова ради директорів Danieli Volga                                                                    | Danieli                                                    |
| ГУБІН Павло                       | Головний виконавчий директор OpenWay Group                                                                                        | OpenWay Group                                              |
| Дефассьє Лоран Луї Клод           | Генеральний директор Leroy Merlin Vostok                                                                                          | Leroy Merlin                                               |
| Філіпп Циммерман                  | Голова наглядової Ради Leroy Merlin Vostok                                                                                        | Leroy Merlin                                               |
| Мінні Соломон                     | Член наглядової Ради Leroy Merlin Vostok                                                                                          | Leroy Merlin                                               |
| Саверо Фредерік Ален Ів           | Фінансовий директор Leroy Merlin Vostok                                                                                           | Leroy Merlin                                               |
| Георгіос Прокопіу                 | Dynacom Tankers Management Ltd.                                                                                                   |                                                            |
| Діамантіс Діамантідіс             | Власник Delta Tankers Ltd. | Delta Tankers Ltd.                                         |
| Ніколас Мартінос                  | Власник, головний виконавчий директор Thenamaris Ships Management                                                                 | Thenamaris Ships Management                                |
| Танасіс Мартінос                  | Власник Minerva Marine Inc. | Minerva Marine                                             |
| Андреас Мартінос                  | Головний виконавчий директор Minerva Marine Inc.                                                                                  | Minerva Marine                                             |
| Георгіос Єконому                  | Власник TMS Tankers Ltd. | TMS Tankers Ltd.                                           |
| Георгіос Спирідон Куреліс         | Генеральний менеджер TMS Tankers Ltd.                                                                                             | TMS Tankers Ltd.                                           |
| Даніель — Костін Сіндрілару       | Директор TMS Tankers Ltd. | TMS Tankers Ltd.                                           |